# 吉原治良
吉原 治良（よしはら じろう、1905年1月1日 - 1972年2月10日）は、日本の抽象画家、実業家。吉原製油（現 J-オイルミルズ）社長。具体美術協会の創設者。

## 経歴
- 吉原製油（ J-オイルミルズ）社長
- 九室会結成
- 具体美術協会会長
- 現代美術懇談会結成

## 来歴
大阪市の油問屋（後の吉原製油、現在のJ-オイルミルズ）の御曹司として生まれる。北野中学校在学中に油絵をはじめる。関西学院高等商業学部卒業。渡仏後の1928年に初個展を開き公募展などにも絵画を出展した。
比較的早くからシュルレアリスムの影響を受け、1930年頃には魚や浜辺の風景などを題材に描いていた。敬愛する藤田嗣治に作品を見てもらう機会を得るが独自性のなさを指摘され、幾何学的な抽象絵画へと徐々に転換した。1938年には東郷青児主催の二科会の抽象画家らと「九室会」を結成するも、戦時に入ると前衛芸術は黙し、彼もまた写生などを続ける日々を送った。
戦後は吉原製油社長としての実業のかたわら絵画・デザインの発表を再開し、やがて不定形の形を激しい筆致で描いた抽象画（のちにフランスでのアンフォルメル運動との同時性が注目された）を描き始めた。その頃、最先端の流行でもあった海外オートクチュールメゾンのファッションショーの舞台装置をプロデュースするなど時代の波にも乗る。同時に、居住していた芦屋市で若い美術家らを集めて画塾などを行っていた。
1952年秋、「現代美術懇談会」を結成。そして1954年、「具体美術協会」を結成。結成時のメンバーは吉原を筆頭に、嶋本昭三、山崎つる子、正延正俊、吉原の息子の吉原通雄、上前智祐、吉田稔郎、東貞美ら15人。吉原のもとに糾合した関西の若手の作家が主なメンバーであったため、同協会は戦後の美術運動としてはむしろ例外的に師弟関係を軸としていた。芦屋の公園での野外展示に続き、東京の小原会館などで大規模な具体展(第一回)
を開催し、アンフォルメルの主導者であったフランスの美術評論家ミシェル・タピエらの注目を集めた。1960年、タピエと共同でアドバルーンを利用した「インターナショナル・スカイ・フェスティバル」を開催した。

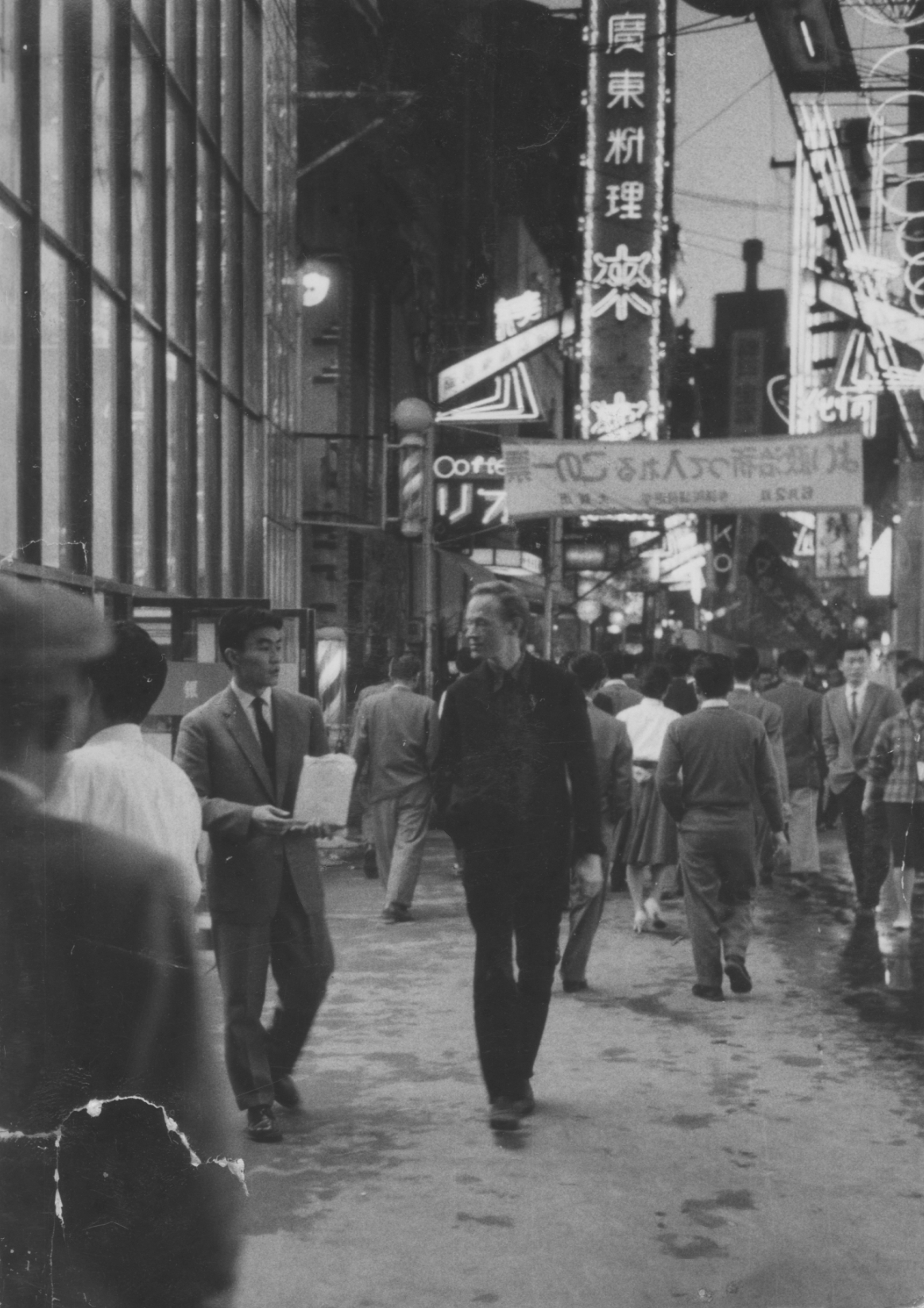
吉原の息子の吉原通雄とアフリカの芸術家クリスト・コーツィー1959年大阪

1962年、中之島にあった自分の所有する土蔵（現在の阪神高速中之島入口の南向かいの場所）を改造して具体美術協会の本拠となるギャラリー「グタイピナコテカ」を開き、会員たちの個展を開いた。また自身も黒地に大きく白い円を描くなど円形を題材にした多くの作品を描いた。具体美術協会は解散したが、その先駆性はいまでも高く評価されている。
実業でもデザインにこだわり、吉原製油の「ゴールデンサラダ油」のパッケージデザインにあたり、当時もっともモダンなグラフィックデザインを手掛けていた早川良雄に依頼するなど、画家らしくハイセンスであった。
1972年2月10日、クモ膜下出血のため市立芦屋病院で死去。67歳没。同年3月31日、具体美術協会解散。同年、従五位・勲四等旭日小綬章追贈。